# Anatom
Anatom (comúnmente Aneityum, y a veces también Kéamu) es la isla más meridional de Vanuatu. Está en la provincia de Tafea. Su mayor localidad es Anelghowhat, ubicada al sur. La isla tiene 159,2 km² de superficie y su punto más alto es el monte Inrerow Atamein, a 852 m de altitud.
Tiene un aeropuerto, no en la isla principal en si, pero en la pequeña vecina de Inyeug, uniéndola a Port Vila y Tanna.
Anatom es la isla más meridional de Vanuatu sin contar las Islas Matthew y Hunter, que están en disputa con Nueva Caledonia, pero consideradas por la población de Anatom como parte de su territorio.
Anatom tenía una población de 915 habitantes en 2009. Antes de la llegada de los europeos en 1793 se estima que había más de 12.000 habitantes. Las enfermedades y los secuestros y engaños para trabajar en las plantaciones fueron los principales factores de su despoblamiento, alcanzándose menos de menos de 200 habitantes en 1930. La isla está rodeada de arrecifes de coral y playas.